# Parma (geslacht)
Parma is een geslacht van straalvinnige vissen uit de familie van rifbaarzen of koraaljuffertjes (Pomacentridae).

## Soorten
- Parma alboscapularis Allen & Hoese, 1975
- Parma bicolor Allen & Larson, 1979
- Parma kermadecensis Allen, 1987
- Parma mccullochi Whitley, 1929
- Parma microlepis Günther, 1862
- Parma occidentalis Allen & Hoese, 1975
- Parma oligolepis Whitley, 1929
- Parma polylepis Günther, 1862
- Parma unifasciata (Steindachner, 1867)
- Parma victoriae (Günther, 1863)